# Datakonvertering
Datakonvertering, en process där representationen av digitala data ändras utan att innehållet gör det. Som en mer praktisk definition kan ges som exempel: konverteringen av Digitala bilder till olika format.

## Konvertering
Program för att konvertera data använder ofta ett pivot-format, det vill säga ett format som kan representera alla hypotetiska konstrukter. På så sätt kan man skriva M+N moduler istället för M*N där M representerar antalet format som stöds som källa och N antalet format som stöds som mål. Konstrukter som stöds av källan men inte målet får kastas eller omtolkas och konstrukter som stöds av målet men inte källan får fyllas i av till exempel användaren.